# 安第斯共同体
安第斯共同体（西班牙語：Comunidad Andina，缩写为CAN），又称安第斯条约组织，是秘鲁、玻利维亚、厄瓜多尔、哥伦比亚和智利等南美洲国家组成的关税同盟。1969年，秘鲁、玻利维亚、厄瓜多尔、哥伦比亚和智利政府代表签订了《小地区一体化协定》（后改名《卡塔赫纳协定》），安第斯共同体成立，总部设在秘鲁首都利马。
安第斯共同体有1.13亿居民，面积470万平方公里。2005年，其国内生产总值已增至7453亿美元，其中包括当时的成员国委内瑞拉。其2011年国内生产总值购买力平价估计为9028.6亿美元，不包括委内瑞拉。

## 成员国
最初的安第斯条约由玻利维亚、智利、哥伦比亚、厄瓜多尔和秘鲁于1969年创立。1973年，该协议加入第六个成员国委内瑞拉。然而，1976年，智利退出后，其成员国再次减少到五个。委内瑞拉于2006年宣布退出，将安第斯共同体减少到四个成员国。
最近，随着与南方共同市场的新合作协议，安第斯共同体获得了四个新的准成员：阿根廷、巴西、巴拉圭和乌拉圭。2005年7月7日，安第斯外交部长理事会与（安第斯共同体）委员会举行扩大会议，授予这四个南方共同市场成员准成员资格。这一举措是对南方共同市场行动的回应，南方共同市场根据CAN和南方共同市场个别成员之间签署的《经济互补协定》（自由贸易协定）授予所有安第斯共同体国家准成员资格。

### 正式成员国
- 玻利维亚
- 哥伦比亚
- 秘魯

### 联系成员国

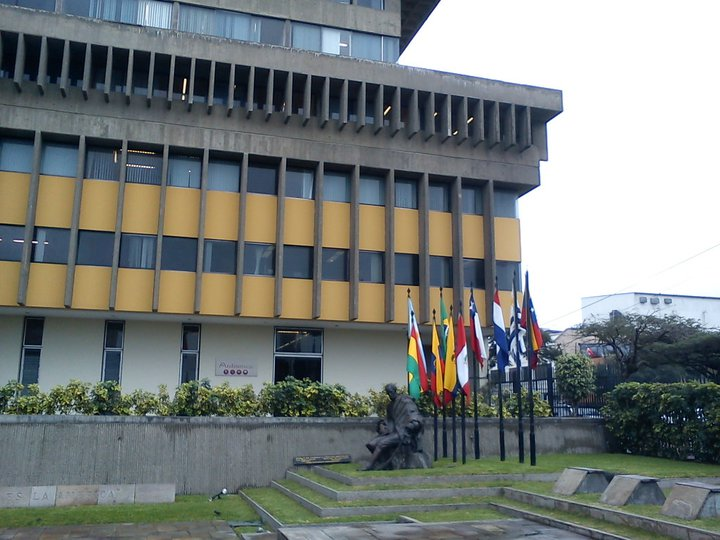
集會總部

- 阿根廷
- 巴西
- 巴拉圭
- 乌拉圭
- 智利

### 观察员国
- 西班牙
- 摩洛哥
- 土耳其
- 希腊

## 与其他组织的关系
安第斯共同体和南方共同市场组成了南美洲的两个主要贸易集团。1999年，这些组织开始谈判合并，以期建立“南美自由贸易区”（SAFTA）。2004年12月8日，安第斯共同体（CAN）与南方共同市场（Mercosur）签署了一项合作协议，并发表了一份联合意向书，旨在未来谈判将整个南美洲纳入以欧盟为蓝本的南美洲国家联盟（USAN）。
2005年，委内瑞拉决定加入南方共同市场。委内瑞拉的官方立场最初似乎是，通过加入南方共同市场，可以采取进一步措施整合这两个贸易集团。CAN秘书长阿兰·瓦格纳表示，委内瑞拉外交部长阿里·罗德里格斯已宣布委内瑞拉不打算离开CAN，同时加入这两个集团标志着它们一体化的开始。
然而，一些分析人士解释说，委内瑞拉最终可能会在此过程中离开CAN。随着哥伦比亚和秘鲁与美国签署自由贸易协定，委内瑞拉总统乌戈·查韦斯确实在2006年4月宣布委内瑞拉退出CAN，称该共同体“已死”。哥伦比亚和秘鲁的官员以及委内瑞拉工业部门（Conindustria）的代表表示不同意这一观点。
尽管做出了这一宣布，委内瑞拉仍未正式完成所有必要的撤出程序。委内瑞拉商务部长玛丽亚·克里斯蒂娜·伊格莱西亚斯表示，整个过程将需要五年时间。在此之前，委内瑞拉及其合作伙伴仍将受到共同体先前存在的商业协议的影响。

安第斯共同体的专属经济区

在2007年8月访问哥伦比亚期间，乌戈·查韦斯应厄瓜多尔和玻利维亚总统的要求重新加入安第斯共同体，他表示同意。与此同时，南方共同市场与委内瑞拉的关系正在减弱，因为南方共同市场不同意乌戈·查韦斯的一些提议。
最终，委内瑞拉在2012年获得了南方共同市场的正式成员资格，使南方共同市场成员数量首次超过了CAN。
除了CAN，玻利维亚还是WTO、UNASUR和ALBA的成员。马里翁·霍尔曼说，玻利维亚的态度被认为对南美洲国家联盟和美洲玻利瓦尔联盟之间的关系至关重要，因为玻利维亚传统上被视为安第斯国家和南美洲其他地区之间的调解人。
此外，2012年12月7日，玻利维亚国被南方共同市场国家接受，开始制定合并议定书，在4年内成为南方共同市场的正式成员，收到加入成员的公告，进一步巩固了自己作为一个战略地缘政治国家的地位。

## 历史
1973年2月13日委内瑞拉加入。1976年10月智利宣布退出，1992年9月，秘鲁中止对伙伴国承担经济义务。1994年5月，5国达成了于1995年1月1日建成安第斯自由贸易区。1995年9月5日，安第斯集团总统理事会第七次会议决定建立安第斯一体化体系。1996年1月，秘鲁政府宣布全面加入安第斯一体化体系，承担成员国所有义务。1996年3月9日，易为现名。2006年4月，委内瑞拉因秘鲁和哥伦比亚与美国签订自由贸易协定而退出该组织。故现在只有哥伦比亚、秘鲁、玻利维亚和厄瓜多尔4个国家。巴拿马和墨西哥为长期观察员，智利被接受为伙伴成员国。智利、阿根廷、巴西、巴拉圭和乌拉圭为合作国（联系国）。现在巴拿马亦有意加入CAN。
至2007年7月1日成员国4个有：秘鲁、玻利维亚、厄瓜多尔和哥伦比亚。2017年3月23日，安第斯共同体和欧亚经济联盟签署了一份谅解备忘录。
2020年2月21日，委内瑞拉有争议的临时总统胡安·瓜伊多宣布委内瑞拉重新加入CAN。

## 组织
- 安第斯总统委员会
- 安第斯外交部长理事会（秘鲁利马）
- 委员会（秘鲁利马）
- 总部（秘鲁利马）
- 安第斯法院（厄瓜多尔基多）
- 安第斯议会（哥伦比亚波哥大）

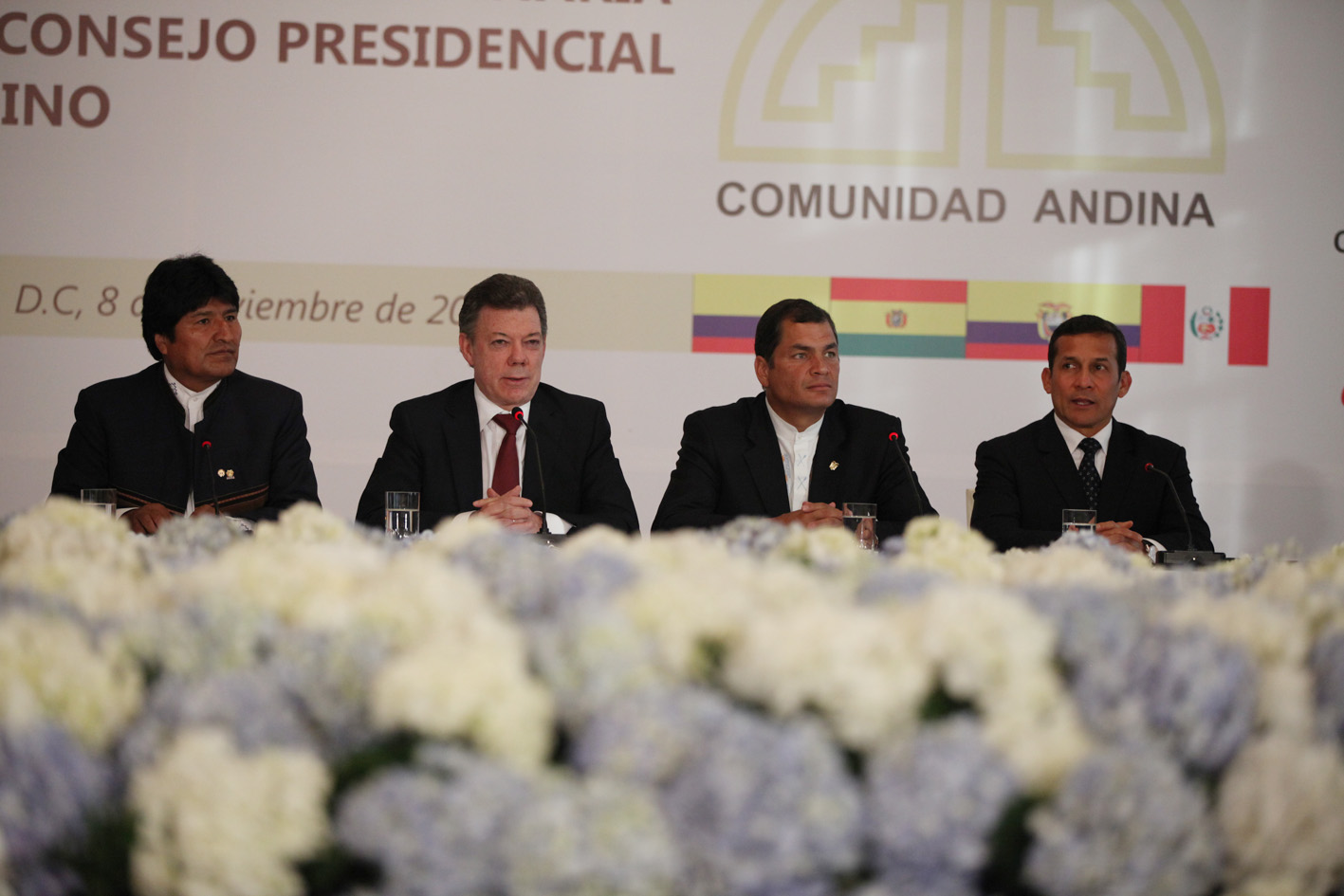
安第斯总统委员会

- 拉丁美洲储备基金（哥伦比亚波哥大和秘鲁利马）
- 西蒙·玻利瓦尔安第斯大学（玻利维亚苏克雷和厄瓜多尔基多）
- 安第斯卫生组织（秘鲁利马）
- CAF-拉丁美洲和加勒比开发银行（委内瑞拉加拉加斯）

## 秘书长

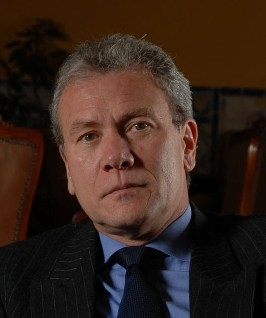
现任秘书长贡萨洛·古铁雷斯·雷内尔

- 塞巴斯蒂安·阿莱格雷特（委内瑞拉）1997-2002
- 吉列尔莫·费尔南德斯·德·索托（哥伦比亚）2002-2004
- 爱德华·阿兰·瓦格纳·蒂松（秘鲁）2004-2006
- 阿尔弗雷多·富恩特斯·埃尔南德斯（哥伦比亚），2006-2007年中期
- 弗雷迪·埃勒斯（厄瓜多尔），2007年-2010年
- 阿达利德·孔特雷拉斯·巴斯皮内罗（玻利维亚），2010-2011年中期，2011-2013年
- 巴勃罗·古斯曼·劳希尔（玻利维亚），2013-2016年
- 瓦尔克·圣·米格尔（玻利维亚），2016-2018年
- 鲁斯·玛丽娜·蒙罗伊·阿塞韦多（哥伦比亚），2018年
- 艾克托尔·金特罗·阿雷东多（哥伦比亚），2018-2019年
- 霍尔格·佩德拉萨（哥伦比亚），2019-2023年
- 贡萨洛·古铁雷斯·雷内尔（秘鲁），2023年至今[13]

## 人口流动
自2005年1月1日起，成员国公民无需签证即可进入安第斯共同体其他成员国。旅行者应向当局出示其国民身份证。
前往委内瑞拉的游客必须出示护照；然后，他们将收到安第斯移民卡（Tarjeta Andina de Migración），其中注明了在该国的临时居住时间。

### 安第斯护照
安第斯护照是根据Decisión 504（第504号决议）于2001年6月创建的。这规定了根据包含统一术语和安全特征的标准模型签发护照。该护照在厄瓜多尔、秘鲁、委内瑞拉和玻利维亚（玻利维亚自2006年初以来）有效。